# Nothylemera vinolibata
Nothylemera vinolibata är en fjärilsart som beskrevs av Louis Beethoven Prout 1932. Nothylemera vinolibata ingår i släktet Nothylemera och familjen mätare. Inga underarter finns listade i Catalogue of Life.